# Nicky Butt
Nicholas „Nicky” Butt (ur. 21 stycznia 1975 w Manchesterze) – angielski piłkarz grający na pozycji pomocnika.

## Życiorys
Jest wychowankiem Manchesteru United. Swój pierwszy profesjonalny kontrakt podpisał w 1993. Jednak w klubie zadebiutował już rok wcześniej. Z klubem z Old Trafford odnosił największe sukcesy w karierze piłkarskiej. Zdobywał mistrzostwo Anglii (1993, 1994, 1996, 1997, 1999, 2000, 2001, 2003), Puchar Anglii (1996, 1999, 2004), zwyciężył w pamiętnym finale w Lidze Mistrzów w 1999, kiedy to Manchester po dramatycznej końcówce meczu pokonał Bayern Monachium. Wygrał również Puchar Interkontynentalny w tym samym roku. Od 2004 reprezentował barwy klubu Newcastle United. W 2005 był wypożyczony do Birmingham City. Spadł jednak z tym klubem do Football League Championship. Po sezonie wrócił z wypożyczenia do Newcastle United. Po zakończeniu sezonu 2009/2010 Butt zakończył karierę piłkarską. W tym samym roku wznowił ją i przeszedł do South China AA z Hongkongu.
W reprezentacji Anglii grał w 39 meczach. Występował m.in. podczas Mistrzostwa Świata 2002. Został tam uznany przez Pelégo za najlepszego gracza turnieju. Anglia została jednak wyeliminowana w ćwierćfinale przez Brazylię, późniejszego mistrza świata. Butt pojechał również na Mistrzostwa Europy 2004. Jednak nie zagrał tam ani minuty, ponieważ tuż przed turniejem doznał kontuzji.
22 kwietnia 2014 został asystentem Ryana Giggsa, który został pierwszym trenerem Manchesteru United po tym, jak zwolniony został David Moyes.